# دایره‌های محاطی مثلث

یک مثلث با دایره محاطی داخلی مرکز داخلی ، دوایرخارجی، مراکزخارجی (، ،)، نمیسازان زوایای داخلی و نیمسازان زوایای خارجی. مثلث سبز، مثلث برون‌مرکزی است.

در هندسه، درون‌دایره (Incircle) (یا دایره داخلی) یا دایره محاطی داخلی (Inscribed Circle) یک مثلث، بزرگترین دایره داخل مثلث است که بر سه ضلع آن مماس باشد. مرکز دایره محاطی، یکی از مراکز مثلث است که به آن درون‌مرکز (Incenter) گویند.
برون‌دایره (Excircle) یا دایره محاطی خارجی (Escribed Circle)‏ یک مثلث، دایره‌ای است که در خارج از مثلث قرار داشته و بر یکی از اضلاع مثلث و همچنین ادامه دو ضلع دیگرش مماس باشد. هر مثلث دارای سه برون‌دایره (یا دایره محاطی خارجی) است که هرکدامشان فقط بر یکی از اضلاع مثلث مماسند.
می‌توان مرکز درون‌دایره، که به درون‌مرکز (Incenter) (یا مرکز داخلی) نیز شناخته می شود، را در محل برخورد سه نیم‌ساز داخلی یافت. مرکز یک برون‌دایره (دایره محاطی خارجی)، محل برخورد نیمسازهای داخلی یک زاویه (مثلاً در رأس {\displaystyle A}) و دو نیمساز زوایای خارجی دیگر می باشد. مرکز این برون‌دایره را نسبت به رأس {\displaystyle A} برون‌مرکز (Excenter)، یا برون‌مرکز A نامند. از آنجا که نیم‌ساز داخلی یک زاویه بر نیم‌ساز خارجی اش عمود است، نتیجه می‌شود که مرکز درون‌دایره به همراه سه مرکز دوایر محاطی خارجی، دستگاه متعامد-مرکزی (Orthocentric System) را تشکیل می‌دهند.: p. 182 
تمام چندضلعی‌های منتظم، دوایر محاطی داخلی مماس با تمام اضلاع دارند، اما همه چندضلعی‌ها دارای چنین دوایری نیستند؛ آن چندضلعی‌هایی که چنین دوایری دارند را چندضلعی‌های مماسی می‌نامند.

## ارجاعات
1. ↑  (Kay 1969، ص. 140)
2. ↑  (Altshiller-Court 1925، ص. 74)
3. 1 2 3  (Altshiller-Court 1925، ص. 73)
4. ↑  (Kay 1969، ص. 117)
5. ↑  Johnson, Roger A., Advanced Euclidean Geometry, Dover, 2007 (orig. 1929).

## پیوندهای بیرونی
- Derivation of formula for radius of incircle of a triangle
- Weisstein, Eric W. "Incircle". MathWorld.

### تعاملی
- Triangle incenter   Triangle incircle  Incircle of a regular polygon   With interactive animations
- Constructing a triangle's incenter / incircle with compass and straightedge An interactive animated demonstration
- Equal Incircles Theorem at cut-the-knot
- Five Incircles Theorem at cut-the-knot
- Pairs of Incircles in a Quadrilateral at cut-the-knot
- An interactive Java applet for the incenter